# Bezetting (actiemiddel)

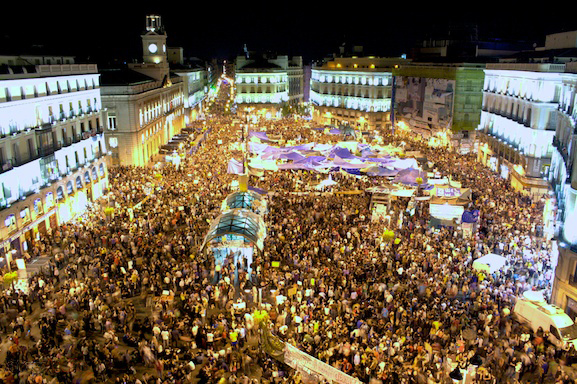
De bezetting van Puerta del Sol in Madrid tijdens de 15 mei-beweging in 2011

Een bezetting is een vorm van protest waarbij een groep mensen een gebouw of ruimte binnengaat of binnendringt en weigert te vertrekken. Hierbij kan de normale gang van zaken in meer of mindere mate verstoord raken of geheel geblokkeerd. Anders dan bij een politieke gijzeling zijn de reeds aanwezigen vrij om te vertrekken. Een bezetting kan uitgevoerd worden om de uitgedaagde partij onder druk te zetten en om publiciteit te genereren. Een bezetting kan korte of lange tijd duren. In geval van een langdurige bezetting kan een kamp ontstaan. GroenFront! voert bezettingsacties uit door middel van boomhutten. Een meestal kortdurende bezetting waarbij de betogers zitten, wordt een sit-in genoemd. Ook bij kraakacties wordt wel van een bezetting gesproken. 

## Bekende bezettingsacties
- 1969: Maagdenhuis in Amsterdam, in latere jaren opnieuw bezet
- 1981/82: Amelisweerd in Utrecht
- 1989: Tiananmenprotest in China
- 2011: Tahrirplein tijdens de Egyptische Revolutie
- 2011: 15 mei-beweging in Spanje
- 2011: Occupybeweging (Occupy Wall Street en Occupy-protesten in Nederland)